# Spolas delicata
Spolas delicata är en stekelart som först beskrevs av William Harris Ashmead 1901.  Spolas delicata ingår i släktet Spolas och familjen brokparasitsteklar. Inga underarter finns listade i Catalogue of Life.